# Макарена (Севилья)
Макарена (исп. Macarena) — один из одиннадцати административных районов, на которые подразделяется городской муниципалитет Севилья, находящийся в составе комарки Большая Севилья.

## Расположение
Район расположен на юге центральной части Севильи.
Граничит с:
- с районами Каско-Антигуо и Сан-Пабло-Санта-Хуста — на юге;
- районом Триана — на западе;
- Северным районом — на севере и востоке.

## Административное деление
Административно район Макарена подразделяется на 24 микрорайона (исп. barrios):
- (исп. Santa María de Ordas-San Nicolás);
- (исп. Pío XII);
- Ла-Барсола (исп. La Barzola);
- Эль-Кармен (исп. El Carmen);
- (исп. Cruz Roja-Capuchinos);
- Вильегас (исп. Villegas);
- (исп. Santas Justa y Rufina-Parque Miraflores);
- (исп. Los Príncipes-La Fontanilla);
- (исп. Begoña-Santa Catalina);
- (исп. Polígono Norte);
- (исп. La Paz-Las Golondrinas);
- (исп. La Palmilla-Doctor Marañón);
- (исп. Hermandades-La Carrasca);
- (исп. Macarena 3 Huertas-Macarena 5);
- Эль-Торрехон (исп. El Torrejón);
- Эль-Сересо (исп. El Cerezo);
- (исп. Doctor Barraquer-Grupo Renfe-Policlínico);
- Ретиро-Обреро (исп. Retiro Obrero);
- (исп. Cisneo Alto-Santa María de Gracia);
- Кампос-де-Сория (исп. Campos de Soria);
- (исп. León XIII-Los Naranjos);
- Эль-Росио (исп. El Rocío);
- Пино-Флорес (исп. Pino Flores);
- Лас-Авенидас (исп. Las Avenidas)[3][4].

## Население
По состоянию на:
- 1 января 2012 года население района составляло 79 929 человек (36 490 мужчин и 41 439 женщин);
- 1 января 2011 года — 78 158 человек (36 630 мужчин и 41 528 женщин)[2].